# Martín Vizcarra
Martín Alberto Vizcarra Cornejo (Lima, 1963) és un enginyer civil i polític peruà. President del Perú des del 23 de març de 2018. Anteriorment, havia estat el seu vicepresident des del 28 de juliol de 2016 fins a la dimissió de Pedro Pablo Kuczynski.

## Govern de Martín Vizcarra
Pedro Pablo Kuczynski va renunciar a la presidència el 23 de març de 2018, després d'una votació d'impeachment amb èxit i dies abans d'una probable votació de condemna, sent rellevat per Martín Vizcarra.

### Escàndol pels CNM Àudios

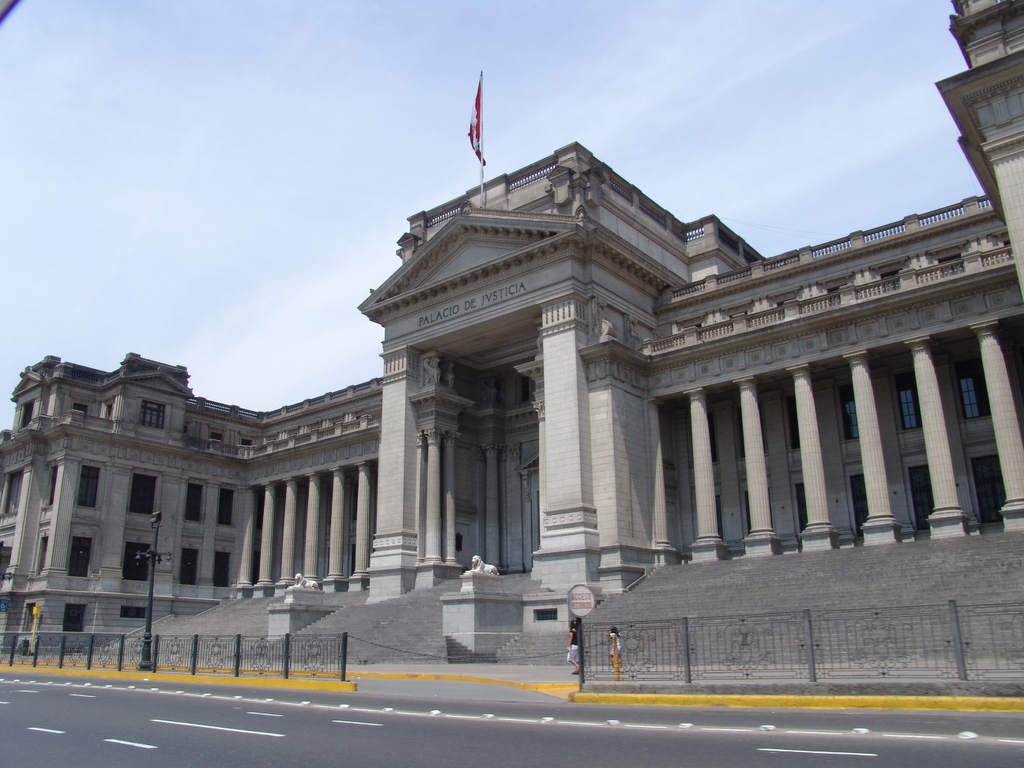
Palacio de Justícia de Lima, seu de la Cort Suprema i símbol del poder judicial.

El 7 de juliol de 2018 el portal IDL-Reporters liderat pel periodista Gustavo Gorriti va difondre una sèrie d'àudios a través del programa periodístic Panorama. Es va destapar així un greu escàndol de corrupció denominat CNM Àudios o caso Cort i Corrupció. Es tracta d'escoltes telefòniques en els quals es revelen suposats actes de corrupció i tràfic d'influències que involucraven directament a jutges i membres del Consell Nacional de la Magistratura (CNM). En els àudios s'escolta a Cesar José Hinostroza Pariachi (jutge suprem), a Iván Noguera Ramos (conseller), a Julio Gutiérrez (conseller) i a Walter Ríos (president de la Cort Superior del Callao), negociant i utilitzant la seva influència personal en àmbits de govern, a través de connexions amb persones, i amb la finalitat d'obtenir favors i tractament preferencial. Aquests polèmics àudios havien estat filtrats pels periodistes d'una recerca aprovada per la fiscal Rocío Sánchez Saavedra per a interceptar les trucades telefòniques de números confiscats per la policia a una organització criminal dedicada al tràfic de drogues, que operava en el port del Callao. Aquests números telefònics pertanyien als advocats d'aquesta organització que es contactaven amb les autoritats judicials, i va anar així, d'aquesta manera accidental, com es va destapar l'escàndol que ha portat a la crisi a tot el sistema judicial del Perú.
L'11 de juliol de 2018, el president Vizcarra va anunciar la creació d'una comissió per a reformar el Poder Judicial (presidida per Allan Wagner Tizón) i aquest mateix dia el President de la Cort Suprema de Justícia Duberlí Rodríguez anuncio una crisi en el sistema judicial. D'un altre costat, el fiscal suprem de Control Intern, Víctor Raúl Rodríguez Monteza, va donar un termini de tres dies a IDL-Reporters i al programa Panorama per a lliurar els àudios i les seves fonts. Tanmateix, això no es va concretar pel fet que les escoltes telefòniques contingudes en aquests àudios s'havien donat de manera legal, i perquè els periodistes no estan obligats a revelar les seves fonts pel seu dret a la confidencialitat. En els dies següents es van donar a conèixer més àudios que involucraven a personatges de tots els àmbits, no sols de la política. El 13 de juliol de 2018, el Ministre de Justícia i Drets Humans del Perú Salvador Heresi va presentar la seva carta de renúncia pel fet que en un d'aquests àudios se li escolta conversant amb el controvertit jutge César Hinostroza. En el seu reemplaçament va ser nomenat l'advocat i congressista Vicente Zeballos Salines, que havia estat membre de la bancada parlamentària de PPK.
Davant la crisi institucional en el Poder Judicial, Duberlí Rodríguez va renunciar a la President de la Cort Suprema del Perú el 19 de juliol del 2018. L'endemà va ser designat per a presidir la Primera Sala de Dret Constitucional i Social Transitòria de la Cort Suprema de Justícia de la República. El 20 de juliol de 2018, arran de la renúncia del president de la Cort Suprema Duberlí Rodríguez com a conseqüència de l'escàndol de CNM Àudios, Francisco Távara Córdova, en la seva qualitat de vocal suprem degà, va assumir interinament la presidència d'aquesta institució.

### Jurament Pedro Chávarry com a Fiscal de la Nació

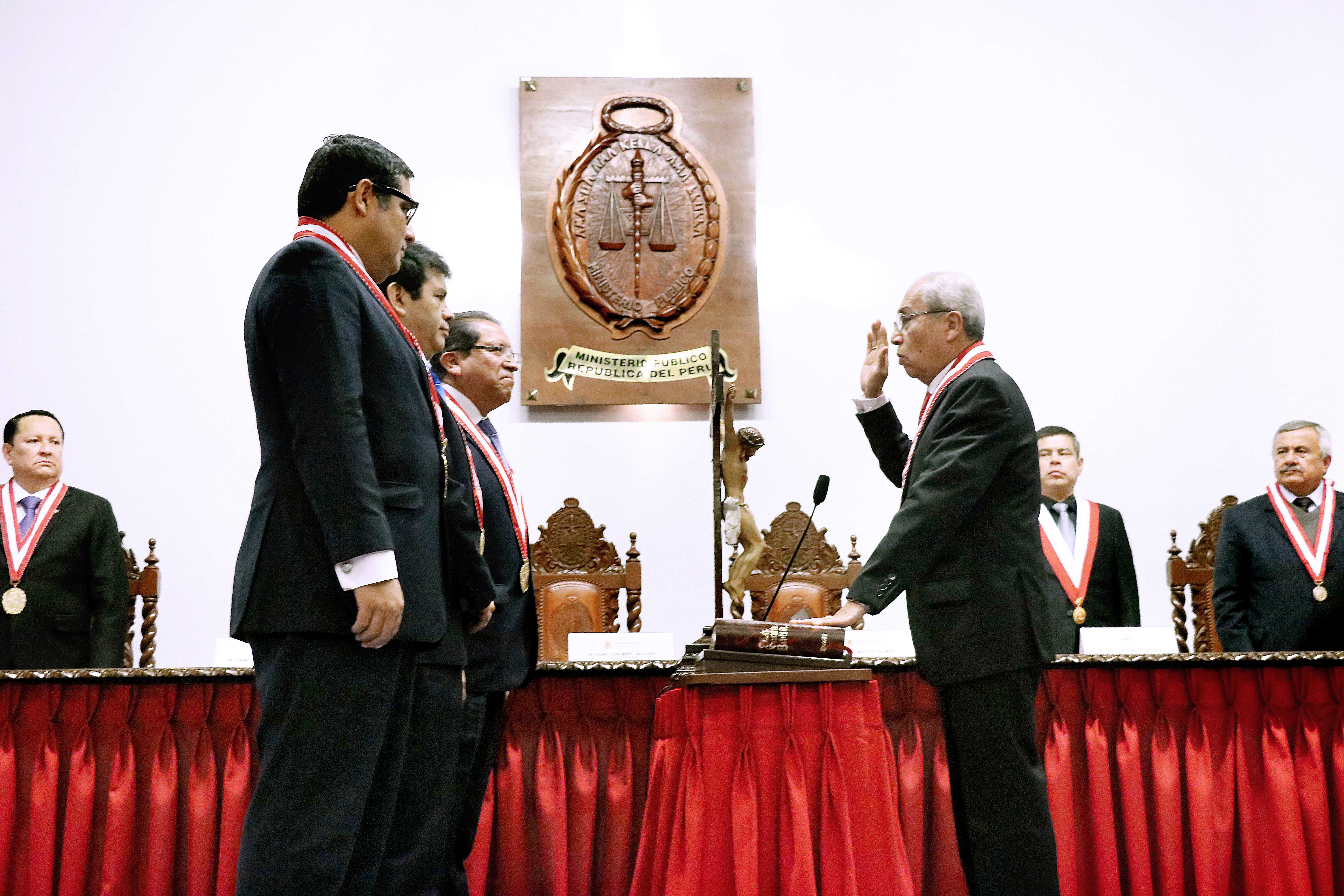
La juramentación de Pedro Chávarry com a nou fiscal de la Nació.

El 7 de juny de 2018 l'advocat Pedro Chávarry va ser triat per Junta de Fiscals Suprems del Ministeri Públic com a Fiscal de la Nació per al període 2018-2021. El 3 de juliol el Consell Nacional de la Magistratura (CNM) el va ratificar per unanimitat com a fiscal suprem. Dotze dies després (El 19 de juliol de 2018) es va difondre un àudio entre el jutge César Hinostroza i l'electe fiscal de la Nació, Pedro Chávarry, la qual cosa va causar protestes massives a nivell nacional per a demanar la seva renúncia, no obstant això el 20 de juliol de 2018 juramentó com a Fiscal de la Nació. Malgrat estar involucrat en aquest escàndol de corrupció el fiscal Pedro Chávarry es va negar a renunciar al seu lloc.

### Frecs entre Executiu i Legislatiu per l'assumpte del jutge Hinostroza
Va haver-hi també frecs entre l'Executiu i el Legislatiu, per l'assumpte del jutge Hinostroza i el fiscal Chávarry. Els portaveus del govern, així com les altres bancades del Congrés, van acusar la bancada fujimorista de «blindar» a Hinostroza, pel fet que no agilitaven la seva destitució i inhabilitació com a jutge suprem, alguna cosa que l'opinió pública demandava. També va haver-hi la impressió que el fiscal de la Nació Pedro Chávarry (que ja des d'agost de 2018 va ser inclòs en un informe de la fiscalia del Callao com a part integrant dels Colls Blancs del Port), rebia el suport del fujimorisme en el Congrés. El tema de Hinostroza va passar per la Comissió Permanent del Congrés, on, si bé va haver-hi votació favorable per a la seva destitució i inhabilitació per deu anys, no va ocórrer el mateix en la votació per a denunciar-lo com a capitost d'una organització criminal. Els 18 congressistes fujimoristes integrants de la Comissió (que constituïen una majoria enfront de la resta de 8 congressistes integrants d'altres forces polítiques) van votar en contra i segons alguns analistes va ser una manera de «blindar» al jutge perquè no respongués davant la Fiscalia. Ells van ser: Leyla Chihuán, Segundo Tapia, Yeni Vilcatoma, Percy Alcalá Mateo, Alejandra Aramayo, Tamar Arimborgo, Rosa Bartra, Karina Beteta, Úrsula Letona, Milagros Salazar, Freddy Sarmiento, César Segura, Milagros Takayama, Miguel Castro Grández, Nelly Cuadros, Carlos Domínguez, Màrtirs Lizana i Mario Mantilla (28 de setembre de 2018). Uns lliuraments del xat La Botica van revelar precisament la manera en què els congressistes fujimoristes es posaven d'acord per a fer aquest blindatge.
El pretès «blindatge» al jutge Hinostroza va causar indignació en la ciutadania i els congressistes fujimoristes van ser blanc de les crítiques. Va haver-hi pressió perquè es rectifiquessin en la votació a realitzar-se en el ple del Congrés. Efectivament, el 5 d'octubre de 2018, el Congrés en ple, després d'escoltar la defensa del mateix Hinostroza, va aprovar destituir-ho i inhabilitar-ho de tota funció pública per 10 anys, així com acusar-ho de quatre delictes: patrocini il·legal, tràfic d'influències, negociació incompatible i pertinença a una organització criminal. La votació va ser unànime. També els membres del CNM van ser destituïts i acusats de diversos càrrecs, encara que no el de pertànyer a una organització criminal. Quant al fiscal Chávarry, va continuar aferrant-se al seu càrrec de Fiscal de la Nació, adduint que el Ministeri Públic era un ens autònom; fins i tot, en ser criticat pel mateix president Vizcarra, li va amenaçar amb investigar-lo i fer tramitar les 46 denúncies que tenia (43 d'elles quan va ser governador de Moquegua). El congressista oficialista Juan Sheput va presentar davant al Comissió d'Acusacions Constitucionals del Congrés un informe contra el fiscal Chávarry, recomanant la seva destitució i inhabilitació per deu anys. L'informe va ser rebutjat per una majoria conformada per fujimoristes i apristas. Es va justificar aquesta decisió argüint que l'informe mostrava falencias (11 d'octubre de 2018). També es va rebutjar una comanda per a suspendre i inhabilitar al congressista fujimorista Héctor Becerril, involucrat en alguns àudios.

### La fugida de César Hinostroza i la DIGIMIN

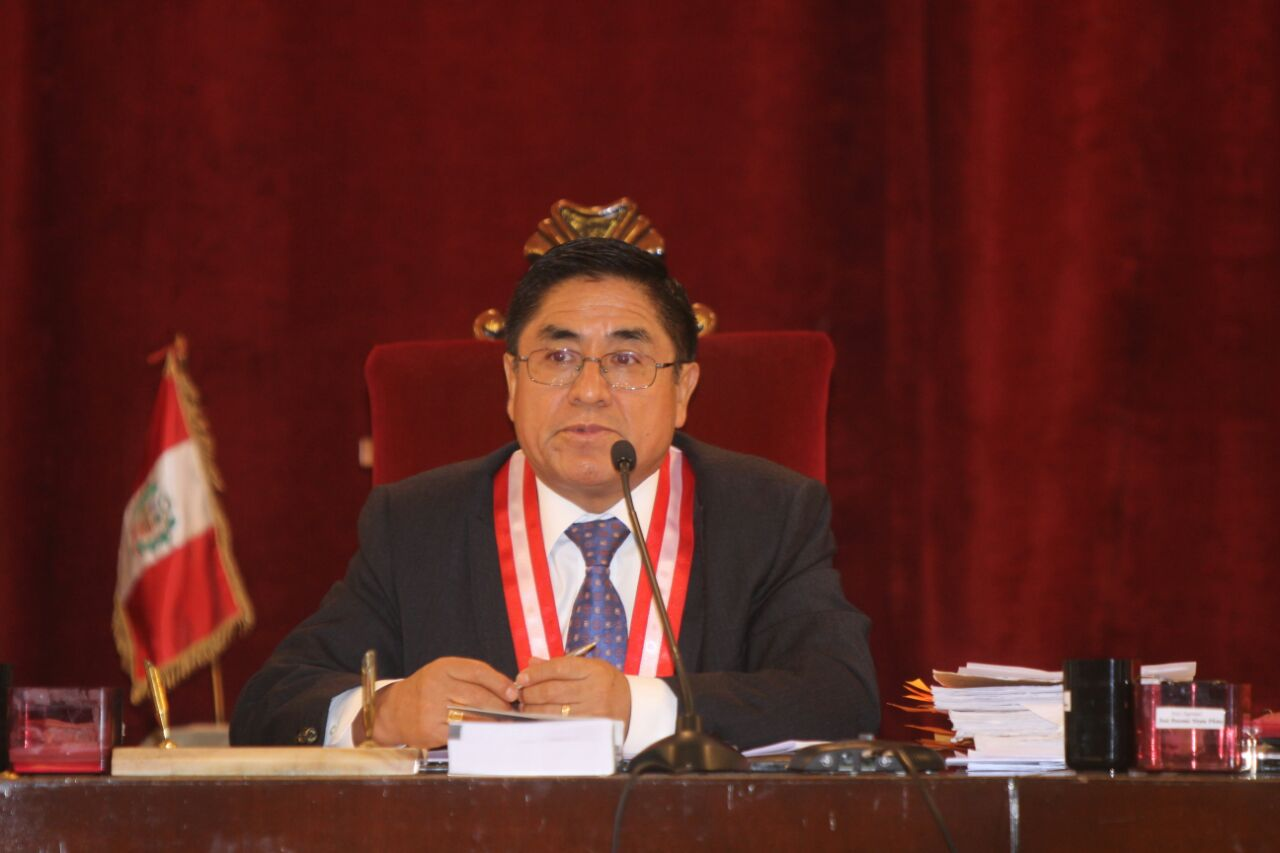
César Hinostroza, implicat en el cas dels CNM Àudios.

El destituït jutge Hinostroza, al qual li pesava una ordre d'impediment de sortida del país des del 13 de juliol pels suposats delictes de suborn passiu i suborn actiu, per un termini de quatre mesos. Sortiria del país de manera il·legal, violant la llei i sortint de manera clandestina pel nord del país, el 7 d'octubre en hores de la matinada. Deu dies després (17 d'octubre), la informació es coneixeria públicament, després de la qual cosa el ministre de l'Interior Mauro Medina, presentaria la seva renúncia, després de ser assenyalat per la classe política com un dels responsables de la fugida del sindicat capitost de l'organització «Els Colls Blancs del Port». L'endemà ocorreria la remoció de José Abanto de la Oficialía Major, per la demora en l'enviament a la Fiscalia de l'expedient acusatori contra el jutge César Hinostroza, designandose a Gianmarco Paz Mendoza en el seu reemplaçament. El responsable directe de llevar la vigilància i el seguiment de les camáras del destituït jutge, el cap de cerca de la Direcció General d'Intel·ligència del Ministeri de l'Interior (DIGIMIN), el coronel PNP Martín Gonzales Sánchez àlies "Conill", no va ser remogut del càrrec i va romandre en ell durant governs subseqüents, inclòs el del president Francisco Sagasti. De fet, i de manera incomprensible, només se li va sancionar per una infracció lleu que va prescriure en el mateix moment en la qual es va signar. Tres anys després, el dia 28 de febrer de l'any 2021, el programa periodístic de recerca Panorama va revelar que, el dia de la fugida de Hinostroza, aquest va ser escortat en la seva recorregut via terrestre a Tumbes (quan ja la DIGIMIN havia retirat la vigilància inexplicablement) per un altre automòbil, qui segons un testimoni acollit a la col·laboració eficaç era conduït pel policia i membre de la DIGIMIN Manuel "Max" Arellanos, qui va estar a càrrec dels seguiments i vigilància dels involucrats del caso "Colls Blancs". Es va confirmar unes setmanes abans de l'emissió del reportatge que, durant inicis de l'any 2018 i poques setmanes abans de la difusió del primer dels CNM Àudios per part de IDL-Reporters, el llavors president Vizcarra s'havia reunit clandestinament en el seu departament de Sant Isidre amb les fiscals encarregades del cas i l'esmentat policia Arellanos.

### Anul·lació de l'indult a Alberto Fujimori
El 3 d'octubre de 2018 el Poder judicial va anul·lar l'indult i dictar ordres d'ubicació i captura contra l'expresident Alberto Fujimori. Els seus advocats van tenir 5 dies (des del 4 d'octubre) per a sustentar un recurs d'apel·lació. El 9 d'octubre, es va rebutjar l'apel·lació que van presentar els seus advocats. Seguidament, el jutge va ordenar situar-lo i capturar-lo, a fi que sigui reingressat a presó. En conseqüència de l'anul·lació de l'indult, els legisladors a finalitats del fujimorisme aprovarien una sèrie de reformes. El 23 de gener de 2019 Alberto Fujimori va ser traslladat novament al penal Barbadillo, en el districte de Ate, lloc en el qual va estar internat del 2007 al 2017 complint la seva condemna abans de ser indultat, després que una junta mèdica de l'Institut de Medicina Legal l'avalués i determinés que es trobava estable i que podia rebre tractament a la presó per a les seves malalties.

### Detenció preventiva de Keiko Fujimori
El 10 d'octubre de 2018, en la Fiscalia del Perú, el jutge Richard Concepción Carhuancho, va ordenar una detenció preliminar a Keiko Fujimori, per 10 dies en contra seva, per les suposades aportacions il·lícites a la campanya del 2011 provinents de l'empresa Odebrecht. El 17 d'octubre després d'una apel·lació va recuperar la seva llibertat, al costat d'altres cinc detinguts, al no trobar proves factibles de la seva responsabilitat.
No obstant això, als pocs dies, el fiscal Pérez va formalitzar la recerca preparatòria i va sol·licitar 36 mesos de presó preventiva per a Keiko Fujimori i altres onze persones involucrades per presumpta rentada d'actius. El fiscal Pérez va donar una sèrie d'arguments per a sustentar que a Fuerza Popular s'havia constituït una organització criminal, i que hi havia un seriós perill que Keiko, estant en llibertat, obstaculitzés la labor judicial, a causa de les influències polítiques amb què comptava. Les audiències van durar diversos dies i van ser transmeses per televisió, generant gran audiència. La comanda del fiscal va ser aprovat el 31 d'octubre pel jutge Concepción qui va al·legar els antecedents d'obstaculització i entorpiment del procés orquestrats per Fujimori, els membres de la seva bancada en el Congrés i personatges afins a aquesta en l'aparell judicial. Després de la lectura de l'acte va ser traslladada a la carceleta del Palau de Justícia i l'endemà, 1 de novembre, a l'establiment penitenciari Annex Dones de Chorrillos. Una comanda d'apel·lació que va fer Keiko perquè se li revoqués la presó preventiva, va ser rebutjat per la sala d'apel·lacions, al gener de 2019. Els altres onze inculpats en el cas Còctels van tenir diverses fallades.

### Crisi de Fuerza Popular
La situació de Keiko Fujimori, implicada seriosament en l'Operació Lava Jato per suposadament haver rebut diners il·lícits per a les seves campanyes electorals del 2011 i 2016, va portar a la seva partit Fuerza Popular a una crisi interna. Durant les audiències judicials per a sustentar la comanda de presó preventiva contra Keiko, el fiscal José Domingo Pérez va donar una sèrie d'arguments per a sustentar que en el si del partit s'havia constituït una organització criminal. IDL-Reporters va publicar una sèrie de converses privades provinents del xat La Botica, grup de Telegram conformat per congressistes i dirigents de Fuerza Popular, on es llegeix a membres de la bancada fujimorista posar-se d'acord per a desprestigiar al fiscal José Domingo Pérez, encarregat de la recerca per rentada d'actius contra Keiko Fujimori i Fuerza Popular. Se sap que aquest material va ser proporcionat per un dels testimonis protegits de la fiscalia (el congressista Rolando Reátegui). En les enquestes d'opinió pública, es reflecteix clarament el rebuig de la ciutadania en accionar dels fujimoristes en el Congrés, la qual cosa contrasta amb el suport que té el president Vizcarra.

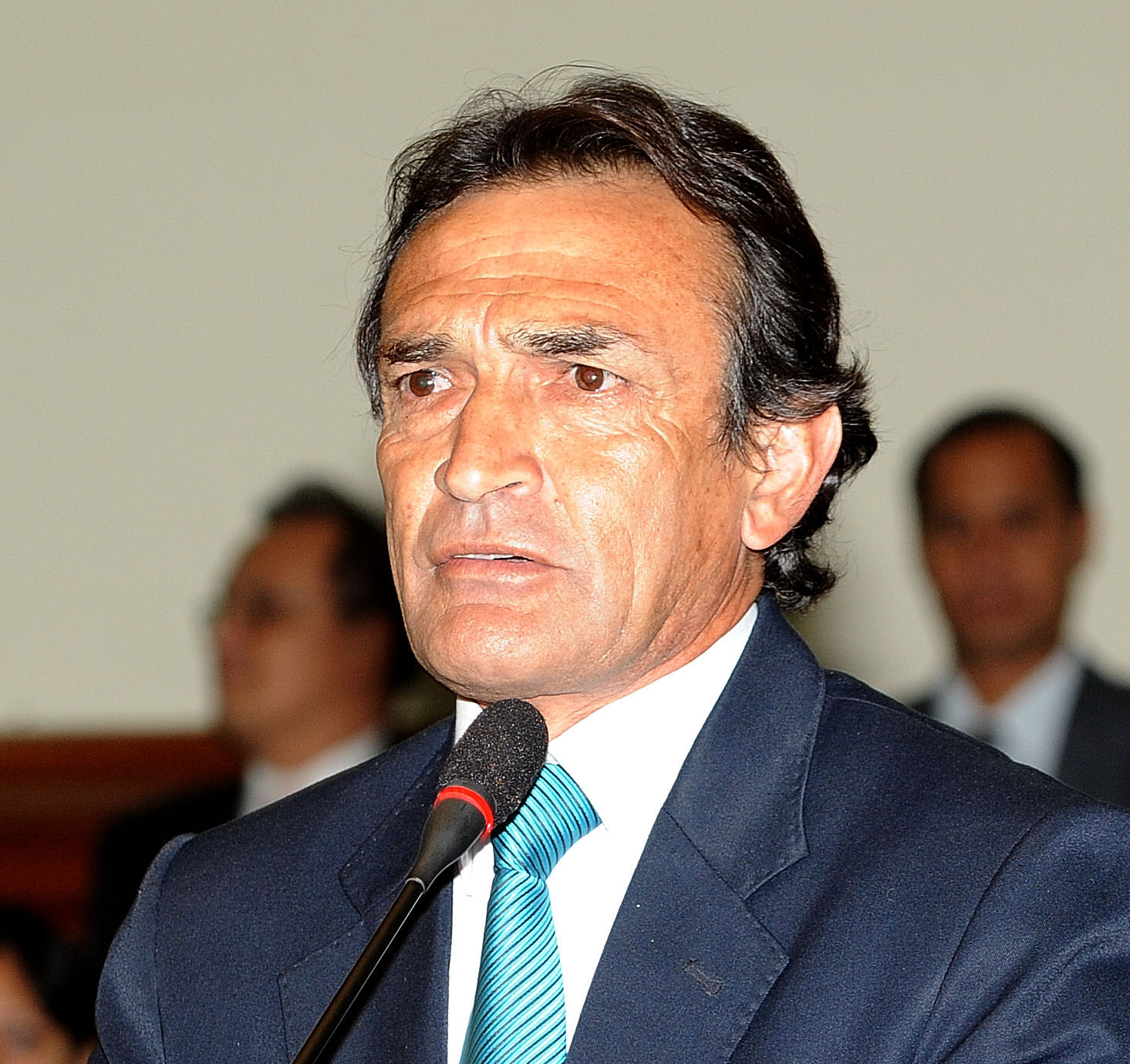
Héctor Becerril.

El congressista Francesco Petrozzi va renunciar a la bancada de Fuerza Popular. El president del Congrés, Daniel Salaverry, va demanar llicència al seu partit, perquè considerava que la seva alta investidura l'obligava a mantenir-se al marge de la política partidària. Es va revelar que el congressista Rolando Reátegui de Fuerza Popular era un dels testimonis de la fiscalia en el cas Keiko Fujimori; decisió que va prendre Reátegui, segons ell, en veure's abandonat pels dirigents del seu partit, tan bon punt fos involucrat en la captació de «aportants fantasmes» per a la campanya de Keiko del 2011. José Chlimper Ackerman va renunciar a la secretaria general de Fuerza Popular, després que el gerent de RPP revelés al fiscal Pérez haver rebut de mans de Chlimper, 200 000 dòlars en efectiu com a pagament d'un contracte de publicitat en el 2011 (el que seria un indici de rentada d'actius). Es va anunciar la reestructuració general del partit, nomenant-se un Comitè d'Emergència encapçalat pel congressista Miguel Torres.
El 28 de novembre de 2018, la congressista de Fuerza Popular Úrsula Letona va renunciar a la seva bancada, adduint que no volia ser dividir a aquesta, arran d'un enfrontament que va tenir amb el seu col·lega Yeni Vilcatoma, que el va acusar de bloquejar una proposta per a investigar, en la Comissió de Fiscalització, suposades irregularitats detectades en Prom-Perú. A principis del 2019, quatre congressistes de Fuerza Popular van renunciar al seu partit, després de l'anunciada moció de censura contra el president del Congrés Salaverry. Ells van ser: Miguel Castro, Rolando Reátegui, Yesenia Ponce i Glider Ushñahua. També Salaverry, qui en una sessió del ple va ser qualificat de «traïdor», va oficialitzar la seva renúncia al partit. El 18 de gener de 2019, un altre congressista de Fuerza Popular, Israel Lazo, va presentar la seva renúncia irrevocable. Al juny de 2019, van ocórrer altres dues baixes: Nelly Cuadros i Francisco Villavicencio. De 73 congressistes que va tenir al principi, la bancada de Fuerza Popular va quedar reduïda a 53. D'un altre costat, dos congressistes de Fuerza Popular van ser suspesos per 120 dies sense gaudi d'haver-hi, per haver estat denunciats per tocaments indeguts. Ells fueronː Moisès Mamani, acusat per una aeromoza de l'aerolínia Latam; i Luis López Vilela, acusat per la congressista Paloma Noceda. El Poder judicial va demanar al Congrés l'aixecament de la immunitat a Mamani per a processar-lo, la qual cosa va ser aprovat pel ple del Congrés el 8 de març de 2019. El 26 de febrer de 2019, el congressista Héctor Becerril, antic portaveu de la bancada fujimorista, va sol·licitar llicència temporal a la seva bancada en veure's involucrat en un presumpte cobrament de suborns per a intervenir a favor d'una empresa en una licitació en Lambayeque, en la qual també es troben implicats els seus germans.

### Referèndum constitucional

#### Debat
Transcorregut més d'un mes de l'anunci presidencial del 28 de juliol de 2018, el Congrés no donava senyals d'avançar en el debat dels projectes de reforma constitucional. Quan per fi el 14 de setembre es va sotmetre en la Comissió de Justícia l'aprovació del dictamen sobre la reforma del CNM, ella es va frustrar per l'abstenció dels representants de Fuerza Popular. La fujimorista Úrsula Letona, membre de la Comissió de Justícia, va qualificar el dictamen proposat com un «mamarracho». Això va ser el que va satisfer la paciència de l'Executiu. En la nit del diumenge 16 de setembre, Vizcarra va donar un missatge a la Nació televisat, en el qual va anunciar que plantejaria moció de confiança, en vista de la demora del Congrés a aprovar els projectes de reforma constitucional. Per a tal efecte, va donar una resolució suprema l'endemà, convocant a una sessió extraordinària del Congrés per al dimecres 19 de setembre, en la qual es presentaria el primer ministre per a sustentar la moció de confiança. Segons la interpretació de l'Executiu, si es negava la confiança al Consell de Ministres es tractaria de la segona negativa perquè la primera havia ocorregut amb el gabinet Zavala l'any anterior, i per tant, l'Executiu podria dissoldre el Congrés i convocar a noves eleccions parlamentàries, tal com l'estableix l'article 134 de la Constitució.
Els portaveus de Fuerza Popular van dir que no era cert que estaven dilatant o obstruint el debat dels projectes de reforma, i que en realitat el tenien ja tot programat. Com per a donar prova d'això, el dia dilluns 17 la Comissió de Justícia va aprovar el primer dictamen, sobre la reforma del CNM, que va ser discutit i aprovat l'endemà en el ple del Congrés. Es va canviar el nom del CNM, que va passar a dir-se Junta Nacional de Justícia. El 19 de setembre, el primer ministre César Villanueva es va presentar davant el Congrés en ple per a sustentar la moció de confiança. Villanueva va anunciar que el govern no acceptaria una aprovació parcial dels projectes de reforma constitucional, sinó de tots en general. Després d'un debat de diverses hores, es va aprovar la confiança sol·licitada pel govern, amb 82 vots a favor, 22 en contra i 14 abstencions. Va quedar establert el 5 d'octubre com el termini màxim perquè el Congrés aprovés tots els projectes de reforma constitucional.
La comissió de Constitució del Congrés va afanyar el debat i l'aprovació dels tres dictàmens restants. El 26 de setembre, el Congrés en ple va aprovar la reforma sobre el finançament dels partits polítics. I finalment, el 3 d'octubre, es van aprovar les dues reformes restants: sobre el retorn de la bicameralitat i la no reelecció parlamentària. Quant a la primera, es va acordar que el nou congrés bicameral es denominaria Parlament Nacional, i que constaria de 130 diputats i 50 senadors (és a dir, s'augmentaria el nombre de parlamentaris de 130 a 180). En la matinada del dia 4, el Congrés va acordar per votació aclaparadora que les autògrafes de les quatre reformes constitucionals plantejades per l'Executiu fossin remeses a la Presidència de la República perquè continuessin el seu tràmit i poguessin sotmetre's a referèndum.

#### Promulgació del decret
El 9 d'octubre de 2018, Vizcarra va promulgar el decret per a sotmetre a consulta popular els quatre projectes de reforma constitucional, mitjançant un referèndum, que va ser fixat per al 9 de desembre del mateix any. No obstant això, es va mostrar en desacord amb la quarta consulta, sobre la bicameralitat, perquè segons la seva opinió, el Congrés havia desnaturalitzat el projecte original, modificant els aspectes sobre paritat entre homes i dones en les llistes de candidats per a diputats i senadors, i incloent modificacions a la moció de confiança per a restar de prerrogatives a l'Executiu.

#### Votacions
El 9 de desembre de 2018 es va realitzar el referèndum per les reformes constitucionals i la segona volta de les eleccions regionals en 15 regions. Van ser 4 les preguntes clau que han de ser respostes. Les tres primeres preguntes van obtenir doncs, un aclaparador suport, mentre que l'última, referida a la creació d'un Congrés Bicameral, va ser rebutjada majoritàriament, i tot això es va interpretar com un triomf del govern. En la nit del 12 de desembre, el president Vizcarra va donar un missatge televisat a la Nació, que va durar trenta minuts. Va fer un balanç del resultat del referèndum i va dir ja tenir en mans el projecte de llei orgànica per a la implementació de la Junta Nacional de Justícia, (redactat per la Comissió de Reforma Judicial i aprovat en el Consell de Ministres), que seria remès al Congrés per al seu debat i aprovació. Va exhortar al Congrés per a agilitar la reforma judicial, així com l'aprovació de set projectes de llei complementaris que estaven en compàs d'espera en les Comissions del Congrés. Va anunciar també la creació d'una comissió d'alt nivell la finalitat del qual seria presentar al Congrés de la República proposades per a la reforma política, que se sumaria així a la reforma judicial. Va fer finalment un recompte de la seva gestió per sectors. El president del Congrés Daniel Salaverry va anunciar que la legislatura s'estendria fins al 30 de gener de 2019 per a atendre els casos pendents, entre elles la implementació de la reforma judicial.

### L'asil polític d'Alan García
El 15 de novembre de 2018, Alan García va acudir a una cita amb la fiscalia de rentada d'actius, com a part d'una interrogació, duta a terme per, part del fiscal José Domingo Pérez a causa d'irregularitats en els pagaments per conferències de l'expresident, finançades amb diners procedents de la Caixa 2 de la divisió d'operacions estructurades de l'empresa Odebrecht, davant això la fiscalia va dictar ordre d'impediment de sortida del país per 18 mesos per a García, a pesar que en un primer moment va dir estar a la disposició de la justícia, aquesta mateixa nit va acudir a la casa de Carlos Alejandro Barros, ambaixador de l'Uruguai, on va romandre fins al 3 de desembre de 2018, quan Tabaré Vázquez, president d'aquest país, va anunciar el rebuig a la comanda d'asil d'Alan García, en considerar que al Perú funcionaven els tres poders de l'Estat amb llibertat i sense persecució política.

### Operació Lava Jato

#### Destitució dels fiscals Rafael Vela i José Domingo Pérez
El 31 de desembre de 2018 quan el fiscal de la Nació Pedro Chávarry va remoure als fiscals Rafael Vela Barba i José Domingo Pérez de l'Operació Lava Jato al Perú i en el seu reemplaçament va nomenar als fiscals Frank Almanza Altamirano i Marcial Eloy Paucar, respectivament. Aquest fet va provocar múltiples protestes a nivell nacional liderades pel antifujimorisme. En conferència de premsa, convocada per al tancament del 2018, Pedro Chávarry va dir que va prendre aquesta decisió, ja que els fiscals en qüestió, els qui van tenir al seu càrrec importants recerques, havien «afectat la institucionalitat del Ministeri Públic» amb els seus comentaris a través de diferents mitjans de comunicació. El president Martín Vizcarra, que es trobava al Brasil per a la presa de comandament de Jair Bolsonaro, va qüestionar la decisió de Chávarry i va tornar immediatament al Perú. El 2 de gener de 2019, Vizcarra va presentar davant el Congrés un projecte de llei que declarava en emergència el Ministeri Públic, aquest mateix dia Pedro Chávarry davant les massives protestes en contra seva va decidir reincorporar a Rafael Vela Barba i a José Domingo Pérez en el cas Lava Jato. No obstant això es va abstenir a renunciar.

#### Renúncia de Pedro Chávarry

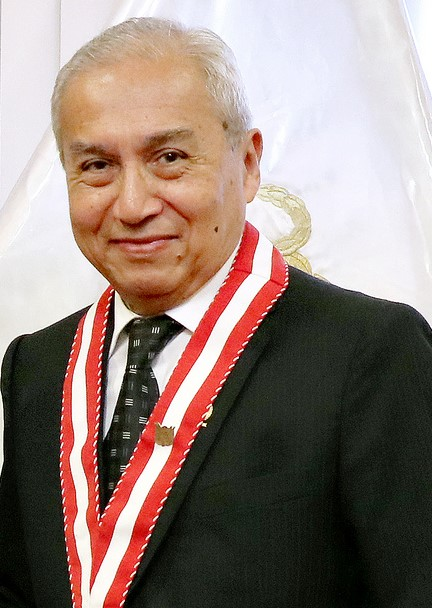
Pedro Chávarry, Fiscal de la Nació implicat en el cas dels CNM Àudios.

El 7 de gener de 2019 Chávarry va anunciar que anava a presentar la seva carta de renúncia. El 8 de gener davant la Junta de Fiscals Suprems Chávarry va renunciar a la presidència del Ministeri Públic. El 8 de gener la Junta va acceptar la renúncia de Chávarry i va nomenar a la Fiscal Suprem Titular Zoraida Ávalos com a nova Fiscal de la Nació interina, qui en el seu primer missatge com a presidenta de la Fiscalia va declarar en emergència el Ministeri Públic.

#### Retir del jutge Carhuancho del Cas Còctels
El 16 de gener de 2019, la Segona Sala Penal Nacional d'Apel·lacions va resoldre apartar al jutge Richard Concepción Carhuancho del cas Còctels pels quals és investigat Keiko Fujimori i altres alts membres de Fuerza Popular. Aquesta mesura va ser presentada per la defensa de Jaime Yoshiyama. La recusació contra el jutge Richard Concepción va ser avaluada per la Segona Sala Penal Nacional d'Apel·lacions conformada pels magistrats César Salhuanay Calsin, Jessica León Yarango i Iván Quispe Auca, els qui la van aprovar per unanimitat.
D'acord amb la resolució de la Segona Sala, els jutges van considerar que unes declaracions públiques de Richard Concepción Carhuancho van posar en dubte la seva imparcialitat, per la qual cosa el cas va passar a les mans d'un altre jutge de la Sala Penal Nacional. Aquest fet va desencadenar noves protestes socials encapçalades per l'antifujimorisme en diferents ciutats del país.

#### Signatura de l'acord de col·laboració amb Odebrecht
El 15 de febrer del 2019 es va signar en São Paulo l'acord de col·laboració amb Odebrecht entre l'equip especial Lava Jato i alts funcionaris de l'empresa Odebrecht, entre la informació que l'empresa lliurarà s'inclou la dels sistemes My Web Day i Drousys, softwares corporatius en els quals se sol·licitaven, processaven i controlaven les operacions del pagament de suborns, noms, dades, dates, informes i proves que puguin ser usades en un Judici els polítics involucrats. L'acord va ser criticat per nombrosos congressistes, això pel fet que no es va tenir en compte la suma total de la reparació civil i l'empresa va obtenir beneficis sobre el maneig de les seves utilitats, amb la possibilitat de tornar a contractar amb l'Estat del Perú.

#### Detenció de l'expresident Kuczynski
Després de la seva renúncia a la presidència de la República al març de 2018, Pedro Pablo Kuczynski va quedar impedit de sortir del país per 18 mesos i va continuar sent investigat per la fiscalia per rentada d'actius i per presumptes pagaments il·lícits que va rebre de part de l'empresa Odebrecht. L'11 de setembre de 2018, el poder judicial va ordenar el congelament del seu habitatge de San Isidro, a fi que no pugui vendre o transferir l'immoble i d'aquesta manera s'asseguri l'eventual pagament d'una reparació civil futura. El 10 d'abril de 2019, el Tercer Jutjat de Recerca Preparatòria, a comanda del fiscal José Domingo Pérez, va ordenar la detenció preliminar de Kuczynski per 10 dies, per un presumpte delicte de rentada de diners, en la modalitat de conversió, transferència i ocultació, quan va ser ministre d'Estat en el govern de Toledo. D'acord amb la tesi de la fiscalia, en la seva qualitat de ministre, PPK hauria afavorit l'acord il·lícit entre Barata i Toledo en la concessió de l'obra de la carretera Interoceànica Sud, mitjançant la signatura de decrets suprems i fent arranjaments tècnics polítics que van facilitar tal concessió, així com en una altra obra, el Projecte Olmos. La fiscalia va aplanar també el seu habitatge. Kuczynsky va complir la seva detenció preliminar en la carceleta de la Prefectura de Lima.
Després de tres dies d'audiència, el 19 d'abril de 2019 el Poder Judicial dicta 36 mesos de presó preventiva per a l'expresident Pedro Pablo Kuczynski. No obstant això, a causa de l'afecció cardíaca que pateix, i que ho va portar a ser operat d'emergència en la clínica Angloamericana, el 27 d'abril se li va canviar per la detenció domiciliària.

#### Detenció i suïcidi d'Alan García
El 17 d'abril de 2019 l'expresident del Perú Alan García es va suïcidar en el dormitori del seu habitatge personal quan els oficials de la policia nacional havia anat a arrestar-ho preliminarment per assumptes relacionats amb l'Operació Lava Jato. El seu funeral es va dur a terme a la Casa del Poble. García no va rebre els honors pòstums governamentals com el funeral d'Estat a ex mandataris, per petició de familiars i partidaris d'Aliança Popular Revolucionària Americana (APRA), segons alguns analistes nacionals i internacionals aquest gest representa un nou matís de la crisi política al país que es ve desenvolupant des de 2017.
El govern peruà, a través del diari nacional El Peruano va declarar tres dies de duel nacional: el 17, 18 i 19 d'abril. Segons el Ministeri públic l'aplanament de la llar de García que estaven incloses en les recerques de l'Operació Lava Jato continuarien el seu curs amb normalitat, a excepció del dormitori que queda lacrat. Poc després, Miguel Atala va confessar que els diners del seu compte d'Andorra era en realitat d'Alan García, al qual va anar transferint en parts fraccionades entre el 2010 i 2018.

### = Acusació contra l'exparella presidencial
L'exparella presidencial, Ollanta Humala i Nadine Heredia, estan acusats d'haver rebut d'Odebrecht tres milions de dòlars per a finançar la campanya electoral de 2011, la qual cosa configuraria rentada d'actius. Van estar onze mesos a la presó preventiva, sent posats en llibertat el 27 d'abril de 2018, en considerar-se que no va haver-hi una adequada fonamentació perquè el jutge dictés la presó preventiva. Van quedar sota compareixença restringida. Els exdirectivos de Odebrecht, en els interrogatoris als quals van ser sotmesos per l'Equip Especial de Fiscals de Lava Jato, van confirmar el lliurament dels tres milions de dòlars a la parella Humala-Heredia.
El 7 de maig de 2019, després de quatre anys de recerca (perquè es remunta al cas de les agendes de Nadine), el fiscal Germán Juárez va formalitzar l'acusació contra Ollanta Humala i Nadine Heredia pel presumpte delicte de rentada d'actius en organització criminal. Va demanar 20 anys de presó efectiva per a Ollanta i 26 anys per a Nadine. Es va incloure també en l'acusació a amics i afins a la parella. Va causar controvèrsia que el fiscal sol·licités també la dissolució del Partit Nacionalista, per haver estat «instrumentalitzat» per a realitzar la rentada d'actius.

### Dificultats en l'elecció de membres de la JNJ
La Comissió Especial, a finalitats d'abril de 2019, va realitzar la convocatòria pública per a triar als set membres de la primera Junta Nacional de Justícia. El procés va evidenciar des del principi una lentitud preocupant. Es van inscriure finalment 104 candidats. La primera avaluació va ser de coneixements, en la qual només tres postulants la van superar: David Dumet Dofí, Víctor Cubas Villanueva i Pedro Patrón Bedoya. Sent set els membres que havien d'integrar la JNJ, aquest resultat va implicar una crisi a l'interior de la Comissió Especial, ja que el termini d'aquesta elecció s'anava vencent. L'última etapa d'avaluació consistia en entrevistes personals; dels tres postulants, sol Patró va aconseguir passar-la. Almenys ja es comptava amb un membre de la JNJ, però estant ja programada la juramentación de Pedro Patrón, es va suspendre la cerimònia, en conèixer-se que aquest tenia pendent un procés judicial per presumpta falsedat ideològica en greuge del Jurat Nacional d'Eleccions per haver cobrat de manera irregular les seves pensions com a jubilat. Pedro Patron va considerar això com un greuge cap a la seva persona i va renunciar irrevocablement a formar part del JNJ (26 de juny de 2019).

### Enfortiment de l'oposició i afebliment del govern
El congressista aprista Javier Velásquez Quesquén va admetre que, si bé no va haver-hi mai una aliança política entre Aliança Popular Revolucionària Americana (APRA) i Fuerza Popular, existia una «aliança estratègica» dins del Congrés, la qual cosa explicava que haguessin compartit la Mesa Directiva en dues legislatures seguides, i que coincidissin en les votacions del ple i de les comissions. No obstant això, altres membres del aprisme i de Fuerza Popular van rebutjar de pla l'existència d'aquesta aliança, encara que els fets diuen una altra cosa. Un estudi dona compte que, durant els plens, les posicions majoritàries de Fuerza Popular i la bancada del Apra van coincidir en un 90.2% de les vegades en el que va de l'actual període congresal; és a dir, en 782 de les 867 votacions, Fuerza Popular i el Apra van ser de la mà. Peruanos Por el Kambio (PPK), el partit que havia portat a la presidència a Pedro Pablo Kuczynski en el 2016, i que en teoria, exercia com el partit oficialista del govern de Vizcarra, es va declarar en reorganització. El mateix Kuczynski va presentar la seva renúncia irrevocable a la presidència del partit, el 4 de febrer de 2019.
La bancada de PPK en el Congrés, que inicialment era de 17 membres, es va reduir a 11. Dos d'ells, Gilbert Violeta (alhora dirigent de PPK) i Juan Sheput (fins llavors només convidat al partit) van tenir frecs amb Martín Vizcarra, donant a entendre que hi havia un distanciament entre el partit i el govern. S'entreveia que en la bancada de PPK s'havien format dues faccions: una majoritària, encapçalada per Mercedes Aráoz i Carlos Bruce, que volien continuar secundant amb condicions al govern; i una altra, comandada per Gilbert Violeta i Juan Sheput, recolzats en el que quedava del partit, que apuntava a trencar amb Vizcarra.
El distanciament de Vizcarra amb el partit PPK es va agreujar més arran de la revelació que el Club de la construcció havia aportat cent mil dòlars per a la campanya de Kuczynki del 2016. Els dirigents del partit (Violeta, Heresi i el secretari general de PpK Jorge Villacorta), van acordar responsabilitzar a Vizcarra del control del finançament de la campanya, tal com es revela en unes converses en WhatsApp filtrades a la premsa. Al no estar d'acord amb aquesta posició, tres congressistes de PpK van anunciar la seva renúncia al partit: Jorge Meléndez (portaveu de la bancada), Alberto Oliva i Janet Sánchez, encara que sense afectar la seva permanència en la bancada de PPK. El 2 de març de 2019, l'assemblea del partit PPK va acordar canviar el seu nom pel de Contigo. També va oficialitzar l'admissió al partit de Juan Sheput, que fins llavors només havia estat convidat.
Els dirigents van dir que el partit recolza Vizcarra «al 100%» i va considerar que la bancada de PPK en el Congrés devia també canviar el seu nom. Però els congressistes de PPK, en la seva majoria, van acordar mantenir el nom original. Violeta i Sheput van demanar llavors una llicència temporal a la bancada, però aquesta no va acceptar i fins i tot va obrir un procés disciplinari contra ells. Davant això, tots dos congressistes van decidir renunciar a la bancada, que va quedar així reduïda a nou membres (6 de març de 2019). Cap d'aquests nou membres de la bancada de PPK, entre els quals es comptaven Mercedes Aráoz i Carlos Bruce, era militant del partit.

### Reforma política de Vizcarra
El 21 de desembre de 2018, el govern va oficialitzar la conformació de la Comissió d'Alt Nivell per a la Reforma Política. Estava integrada pel politòleg Fernando Tuesta Soldevilla, com a coordinador, i els acadèmics Paula Valeria Muñoz Chirinos, Milagros Campos Ramos, Jessica Violeta Bensa Morals i Ricardo Martin Tanaka Dongo. Es va instal·lar el 5 de gener de 2019. Basant-se en l'informe que va donar aquesta Comissió, el govern va presentar dotze propostes de reforma política davant el Congrés (11 d'abril de 2019). Va excloure, no obstant això, el tema de la bicameralitat, per haver estat recentment rebutjat en el referèndum.
Entre els tres projectes de reforma constitucional es trobava el que buscava l'equilibri entre els poders Executiu i Legislatiu amb l'objectiu d'establir contrapesos entre tots dos; la reforma que modifica els impediments per a ser candidat a qualsevol càrrec d'elecció popular, a fi de millorar la idoneïtat dels postulants; i la reforma que busca ampliar el mandat regional i municipal a cinc anys, perquè coincideixin amb les eleccions generals. Per al Poder Legislatiu, es plantejava que l'elecció dels congressistes es realitzés en la segona volta presidencial; es proposava l'eliminació el vot preferencial i l'establiment de la paritat i alternança en la llista de candidats. D'un altre costat, per als partits polítics, es buscava promoure la democràcia interna i la participació ciutadana en la selecció de candidats, establint eleccions internes, obertes, simultànies i obligatòries organitzades per la ONPE. Altres reformes es referien a la inscripció i cancel·lació en el registre de les organitzacions polítiques, i els requisits per a mantenir la inscripció vigent, així com la regulació del finançament d'organitzacions polítiques, per a evitar la corrupció. Una altra proposta era que l'aixecament de la immunitat parlamentària no sigui competència del Congrés, sinó de la Cort Suprema de Justícia.

#### Archivamiento del projecte sobre la immunitat parlamentària
Una reunió realitzada el 15 de maig de 2019 a palau de Govern entre els representants de l'Executiu i el Legislatiu, va acordar un cronograma alternatiu per a prioritzar els projectes de reforma. Però si va haver-hi algun optimisme que el Congrés, malgrat els terminis curts, portés endavant les reformes polítiques, això es va esvair quan, l'endemà, la Comissió de Constitució, després d'un curt debat, va manar a l'arxiu el projecte que proposava que l'aixecament d'immunitat parlamentària fos decisió de la Cort Suprema i no del mateix Congrés.

#### Nou enfrontament entre Poders de l'Estat
En el matí del 21 de maig de 2019, el president Vizcarra, el primer ministre Salvador del Solar i el ministre de Justícia Vicente Zevallos, van ser al Congrés de la República. Els ministres havien estat citats aquest dia davant la Comissió de Constitució per a sustentar la reforma política. Però Vizcarra va anunciar que els seus ministres no acudirien a la Comissió, perquè considerava que no estaven donades les condicions per a la reforma política, com ho demostrava el fet que la Comissió, després d'un curt debat, arxivés el projecte sobre la immunitat parlamentària, sense esperar que els ministres anessin a la Comissió a sustentar aquesta reforma i les altres. Segons Vizcarra, el Congrés no estava complint l'acord que havia fet amb l'Executiu de debatre en el ple cadascuna dels projectes.

#### moció de confiança per la reforma política
El 29 de maig de 2019, des del Gran Menjador de Palacio de Govern, el president Vizcarra va donar un missatge a la Nació, en el qual va anunciar la seva decisió de plantejar la moció de confiança davant el Congrés en suport a la reforma política. Això, tan bon punt la Comissió de Constitució, amb majoria fujimorista, enviés a l'arxiu el projecte sobre la immunitat parlamentària, i la Comissió Permanent, també amb majoria fujimorista, arxivés pràcticament totes les denúncies que pesaven sobre el controvertit fiscal Chávarry. El president, acompanyat pels membres del seu gabinet ministerial i els governadors regionals, va manifestar que la moció de confiança se sustentaria en l'aprovació, sense vulnerar la seva essència.
Si el congrés negava la moció de confiança, seria la segona vegada que ho faria (l'anterior va ser al gabinet Zavala del govern de Pedro Pablo Kuczynski), per la qual cosa, segons la Constitució, enfront de dues negatives, el president quedaria facultat per a dissoldre el Congrés i convocar a noves eleccions parlamentàries en un termini de quatre mesos. L'endemà, el primer ministre Salvador del Solar es va presentar davant el Congrés per a lliurar l'ofici en el qual sol·licita que es fixi hora i data de la sessió plenària en la qual sustentarà la moció de confiança. En aquest document, Del Solar va indicar que plantejaria que el termini màxim per a l'aprovació de les sis reformes polítiques sigui en finalitzar la legislatura vigent (15 de juny); cas contrari, consideraria que el Congrés negava la confiança al gabinet ministerial. Atès la comanda, el president del Congrés Daniel Salaverry va convocar al ple per al 4 de juny per a atendre la comanda de confiança de l'Executiu. La Comissió de Constitució va convidar als juristes Raúl Ferrero Costa, Natale Amprimo, Ernesto Álvarez, Anníbal Quiroga i Óscar Urviola per a recollir les seves apreciacions sobre el plantejament de l'Executiu i la constitucionalitat del plantejament.

#### Aprovació de la moció de confiança
El 4 de juny de 2019, Salvador del Solar es va presentar en el Ple del Congrés per a exposar i sol·licitar la moció de confiança davant la representació nacional. Prèviament, es va rebutjar una qüestió prèvia per a avaluar la constitucionalitat de la comanda de confiança. Diverses veus en el Congrés van considerar que imposar un termini a l'aprovació de les reformes constitucionals i obligar al fet que es respectés la seva essència, era anticonstitucional, ja que les reformes d'aquest tipus eren atribució exclusiva del Congrés i l'Executiu mancava de la facultat d'observar-les. A causa d'aquestes crítiques, Del Solar, en la seva exposició, va alleugerir aquesta part de la seva exigència. Va dir que el Congrés estava facultat a ampliar la legislatura si fos necessari, i que no estava obligat a aprovar els projectes al peu de la lletra, sinó que podia enriquir-los, encara que insistint que no havia d'alterar la seva essència. «Aquesta moció de confiança no és una amenaça», va concloure. Acabada l'exposició del primer ministre, es va iniciar el debat parlamentari, que va haver de ser estès fins a l'endemà. Finalment, al migdia del 5 de juny de 2019 es va realitzar la votació. La qüestió va ser aprovada amb 77 vots a favor, 44 en contra i 3 abstencions. Els membres de les bancades d'esquerra (Front Ampli i Nou Perú) i Aliança Popular Revolucionària Americana (APRA) van votar en contra, mentre que els de Fuerza Popular ho van fer de manera dividida (33 a favor, 16 en contra i 2 abstencions).

#### Debat i aprovació dels dictàmens sobre reforma política
La comissió de Constitució va debatre els dictàmens entre el 7 de juny i el 20 de juliol. Es va fer una sèrie de canvis en els projectes, però el més cridaner va ser el comès amb l'últim dictamen, sobre l'aixecament d'immunitat dels parlamentaris. La Comissió de Constitució, va rebutjar la proposta de l'Executiu que sigui la Cort Suprema l'encarregada d'aixecar la immunitat als congressistes, disposant que el Congrés continuï conservant aquesta prerrogativa. L'única variant era que proposava terminis definits perquè el Congrés aixequés la immunitat una vegada que el Poder Judicial fes la comanda respectiva. A més, es plantejava que la comanda es doni només quan existeixi sentència ferma.
Consultat el primer ministre Salvador del Solar sobre els dictàmens aprovats en la Comissió de Constitució, va considerar que només cinc respectaven l'esperit de les reformes plantejades per l'Executiu, i que l'últim, sobre la immunitat parlamentària, significava una reculada, perquè no respectava la moció de confiança, que havia sorgit precisament quan la Comissió de Constitució va manar a l'arxiu aquest mateix projecte. Sotmesos els sis projectes al ple del Congrés, es van aprovar entre el 22 i el 25 de juliol, incloent modificacions que van accentuar més la distorsió dels projectes originals de l'Executiu, sobretot en el que tenia a veure amb la democràcia interna i la immunitat parlamentària.

### Mesa Directiva del Congrés

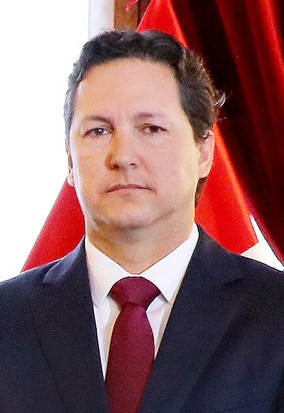
L'expresident del Congrés Daniel Salaverry, es va convertir en un ferri opositor del fujimorisme després d'assumir la presidència del legislatiu

Daniel Salaverry, elegit president del Congrés per a la legislatura 2018-2019 amb el suport de la seva llavors bancada de Fuerza Popular, va protagonitzar una sèrie d'enfrontaments amb els seus correligionaris, marcada per una sèrie de qualificatius, intents de censures i acusacions, que el van portar distanciar-se de Fuerza Popular i acostar-se al president Vizcarra, que el va veure com un aliat per a frenar el predomini del fujimorisme en el Congrés. Això li va valer sofrir les represàlies de les seves excompañeros de bancada. Una recerca del programa televisiu Panorama va denunciar que Salaverry hauria presentat reiteradament dades falses en els seus informes de la setmana de representació (una obligació que tenen els congressistes de visitar les províncies a les quals representen, per a escoltar les demandes dels seus electors), que incloïen fotos d'altres esdeveniments.
El 27 de juliol de 2019, el Congrés va triar a la seva nova Mesa Directiva per al període 2019-2020. Va guanyar la llista encapçalada per Pedro Olaechea, seguida per Fuerza Popular, Aliança Popular Revolucionària Americana (APRA), Contigo i Cambio 21, que va vèncer a la llista encapçalada per Daniel Salaverry, que buscava la seva reelecció amb el suport dels altres grups polítics. El resultat va ser 76 vots a favor de Olaechea, 47 a favor de Salaverry i 2 vots en blanc. Pedro Olaechea, economista i empresari de professió, havia estat triat congressista per PPK, i va anar també ministre del govern de Kuczynski. Però després es va separar de la seva bancada i va impulsar la creació d'una altra, denominada Concertació Parlamentària, per a després iniciar una altra amb el nom d'Acció Republicana. Encara que s'autodenominava independent, Olaechea, al llarg de la seva trajectòria parlamentària es va caracteritzar per votar sempre en la línia del fujimorisme. Li acompanyaven en la Mesa Directiva: Karina Beteta en la primera vicepresidència; Salvador Heresi en la segona vicepresidència; i Marvin Palma en la tercera vicepresidència.
La legislatura de 2019 va mostrar una nova recomposició de forces en el Congrés. Fuerza Popular va sumar nous partits adherents, comptava ara amb el suport de les bancades que els acompanyaven en la Mesa Directiva. Aquest bloc va aconseguir imposar-se en votacions, tant en comissions com en el ple. El govern va veure amb preocupació aquest predomini.
A finals del 2019, un equip d'arqueòlegs va trobar a Huaca El Toro, a la vall del Zaña (districte d'Oyotún), un assentament de fa 3.000 anys d'una civilització desconeguda que retia homenatge a l'aigua. Es tracta d'un temple megalític la funció principal del qual, segons van afirmar els responsables, era utilitzar-lo pels rituals de fertilitat. Es considera que l'edifici va usar-se entre els anys 1500 i 250aC, quan va ser abandonat, fins que el poble chumy va tornar a ocupar-lo l'any 1300 i el va convertir en un cementiri.

### Disolució del congrés
Vizcarra va fer pública la seva decisió de dissoldre el Congrés i convocar eleccions legislatives per al 26 de gener de 2020 aplicant una norma constitucional que l'habilitava en cas que la càmera li negués una qüestió de confiança a dos gabinets presidencials, i el govern havia plantejat la tercera qüestió de confiança en menys d'un any, sobre el procés de selecció de candidats del Tribunal Constitucional.

#### Eleccions legislatives de 2020
A les eleccions legislatives peruanes de 2020 el fujimorisme de Fuerza Popular va patir un daltabaix significatiu i molt per sota de les seves projeccions, perdent el 80% dels escons i el 76% dels vots obtinguts en les eleccions generals peruanes de 2016, amb el seu tercer pitjor resultat històric i la seva major caiguda des de les eleccions generals peruanes de 2001. Acció Popular es va alçar com el partit més votat i la primera força política representada al Congrés amb 25 escons per primera vegada des de les eleccions generals peruanes de 1980, tot i obtenir poc més del 10% de vots vàlids. El nacionalista Podemos Perú va guanyar 11 escons; Somos Perú, en la seva primera participació en solitari des de 2001, va aconseguir 11 escons, i l'extrema esquerra d'Unió pel Perú va desplaçar l'esquerrà Front Ampli al sud del país, aconseguint el primer els reformistes del Partit Morat que va aconseguir ser la cinquena força més votada, en part per la seva bona actuació a Lima, principal districte electoral del país.